# Happy
 (транскр.  Хепи) српска је телевизијска и радио-станица са седиштем у Београду. У власништву је предузећа Happy TV doo, чији је власник Идеограм. Власник Идеограма је званично Владана Ћировић, међутим у јавности се као власник ове телевизије наводи Предраг Ранковић „Пецони”.
Предузеће је основано 1994. године, када су државне фирме и Марија Милошевић покренули радио-станицу Кошава, која постаје једна од најслушанијих станица у Београду. Своје послове шири 1998, када је покренут телевизијски канал Кошава. На додели националних фреквенција 2006. године, радио-станица није добила националну фреквенцију, те је престала са радом. Телевизијски канал добија националну фреквенцију, коју дели са дечјим каналом Happy. Након неколико година дељења фреквенције, власништво канала Кошава купује канал Happy, те се од 27. септембра 2010. године приказује под именом Happy, док дечји канал мења име у Happy Kids до 2017. године, када је угашен.
После 2006, када је Радио Кошава престао са радом, предузеће се фокусирало на рад телевизије. Представља један од најстаријих српских телевизијских канала. Happy је такође познат под именом „Срећна телевизија” што означава превод са енглеског језика. Happy у оквиру свог власништва поседује више опремљених студија као и више претплатничких канала.

## Историја

### 1994—2000: Оснивање и бомбардовање седишта
Радио-станица Кошава покренута је 22. јула 1994. године у 18 часова. Радио-станицу је покренула Марија Милошевић, ћерка тадашњег председника Слободана Милошевића, заједно са другим државним фирмама. Са седиштем у Београду, музички радио Кошава емитовао је свој програм 24 сата дневно на фреквенцијама 102,2 и 94,1 мегахерца. Оваква програмска политика учинила је да Кошава за кратко време постане једна од најслушанијих станица у граду.
Покренут је и телевизијски канал 22. августа 1998. године, као канал са претежно музичким програмом. Њен власник у почетку је било мноштво државних фирми да би на крају њен већински власник остала Марија Милошевић. Емитовани су спотови из новокомпонованог страног и домаћег евро-денса.
Поред телевизијског канала и радио станице, пословала је и дискографска кућа Музичка индустрија Кошава, за коју издају реномирани извођачи из света денс и поп рок музике. Поред музичких блокова (Кошавин музички видео микс) емитоване су и серије, као и филмски програм у касним вечерњим сатима. Током бомбардовања, Кошава реемитује програм Радио-телевизије Србије, повремено и филмове и серије, да би након бомбардовања зграде кинеске амбасаде реемитовала програм Кинеске централне телевизије. НАТО је 21. априла 1999. године, око 3.15 часова ујутру, бомбардовао зграду пословног центра „Ушће” у којем су се налазиле просторије Кошаве и још пар београдских телевизијских канала, па је емитовање на кратко прекинуто. Након НАТО агресије, Кошава обнавља своје просторије и технику, да би 2000. године кренула са обогаћеном програмском шемом и поред музичког све је више затупљен филмски и серијски програм у дневној програмској шеми, као и Клуб Кошава из Битеф театра, који је реемитовао и 3К) у коме су наступали бројни популарни денс и поп певачи.

### 2000—2006: Промене власништва и неуспела промена имена
Током свргавања Слободана Милошевића, 5. октобра 2000. године, прекида се редован програм канала Кошава и приказује се само њен лого, без икаквог саопштења или пратећег текста.
Након више од два месеца, канал је поново почео са приказивањем, док су се емитовали само музички спотови. Власништво канала тада постаје контроверзно, с обзиром да Марија Милошевић продаје канал. Постоји више извора о новом власнику предузећа, док није познато јавности тачан извор. Претпоставља се да нови власник Боривоје Пајовић, који је у то време био председник одбора директора новина Блиц.
Тадашњи министар телекомуникација Борис Тадић је изјавио да уколико „страни или домаћи инвеститор купи неку од постојећих радио или телевизијских станица и промени јој назив, мораће да тражи нову дозволу за рад, а оне се неће издавати пре јавног тендера за доделу фреквенција”. Те је тако неуспео покушај новог власништва канала Кошава да промени име у Канал 1, и као такав требало је да крене са емитовањем 18. марта 2001. године. Међутим, у штапми и на каналу, понављано је како „бивши власници немају никакве везе са новом телевизијом”.
Исти период, обележило је и знатно слабљење у квалитету програма канала. Такође, запослени на каналу су у потпуности промењени, те су многи са канала Кошава прешли на друге канале. Први српски ријалити-шоу, Циркус Воајер, емитован је 2001. године, али је доживео комерцијални неуспех.

### 2006—2010: Дељење националне фреквенције
Након неколико промена у власништву, 2006. године је Регулаторно тело за електронске медије (некадашње РРА) доделило каналу Кошава националну фреквенцију, коју је делила са дечјим каналом . Овај канал је емитовао искључиво дечје програме ујутру, док је Кошава емитовала информативне и друге програме увече. У то време, одлука РЕМ-а је покренула различите гласине пошто ни један ни други канал није имао капацитет за национално емитовање, за разлику од предузећа RTL Group, на пример, које је конкурисало за фреквенцију али је није добило. Тако је Кошава повезивана са Жељком Митровићем и његовим предузећем Pink Media Group, која је Кошави позајмила новац за депозит на конкурсу за доделу фреквенција. Међутим, такође постоји претпоставка да је Жељко Митровић имао пет одсто власништва канала.
Предраг Ранковић, јавности познат по сумњивим пословима, купио је 2007. године део Кошаве иако његово име никад није споменуто у званичним документима о власништву. Кошава се 2010. године спојила са Happy, а телевизија је променила име у Nacionalna Televizija Happy и почела да се емитује као један програм. Дечији канал Happy мења име у Happy Kids и емитује свој програм током јутарњих часова.

### 2010—данас: Промена имена и целодневно приказивање
почиње с приказивањем 22. септембра 2010. године. На програму приказује филмове, серије, као и емисије сопствене продукције.
Са почетком приказивања канала под именом Happy, велики фокус се ставља на ријалити-шоу програме, који су постали веома познати у Србији. Први ријалити-шоу под новим именом канала је Парови. Ријалити-шоу је поред огромне гледаности добио и негативне критике од стране појединих гледалаца, првенствено због вербалног и физичког насиља који је доступан у ријалитију, док су касније уследиле и петиције за укидање приказивања ријалити-шоуа.
Канал је представио серију Тотално нови талас, која је са емитовањем почела почетком 2011. године. Happy је тиме, као први канал у Србији, емитовао домаћу серију која је у потпуности намењена тинејџерима.
 је приказао 2012. године контроверзну серију Тајна нечисте крви, за коју се годинама говорило да је „забрањена”. Серија остварује велику гледаност, као и позитивне критике за канал.
Телевизија је освојила награду Београдски победник за најперспективнију телевизију, као и Бечки оскар популарности за најгледанију српску телевизију у дијаспори.
Happy средином 2013. године, потписује уговор о сарадњи са бразилском мрежом Rede Globo. Уговором је потврђено емитовање серија мреже на каналу Happy. Иако су најављене четири серије, емитоване су само серије Живот тече даље и Завет љубави.
Године 2013, Happy потврђује куповину домаће серије Заустави време, урађена у АВА продукцији. Међутим, серија до дан данас није емитована. Роман Мајетић је 2019. године за ТВ Новости потврдио да је 2013. године Happy купио права за емитовање серије, али из непознатих разлога, она није приказана.
Од 26. јануара исте године, најављено је да Државна лутрија Србије започиње сарадњу са каналом Happy. Од 1. фебруара игра на срећу Бинго почиње емитовање на каналу Happy и приказује се сваког понедељка од 19.55 часова.
У јануару 2017. године, Kopernikus Corporation, данас власник канала Прва и Б92, дао је позајмицу каналу Happy у износу од 4,8 милиона евра. Као обезбеђење за ову позајмицу, стављен је залог на власнички удео у каналу Happy па би, уколико позајмица не буде враћена, групација Kopernikus Corporation могла постати власник ове телевизије.
У октобру 2019. године покренута је кривична пријава против главног уредника канала Happy, Миломира Марића, „због кривичног дела изазивања националне, расне и верске мржње и нетрпељивости, као и кривичног дела повреде угледа због расне, верске, националне или друге припадности”. У саопштењу подносилаца пријаве је наведено да ни месец дана након вређања професора Филозофског факултета Данијела Синанија у јутарњем програму, Добро јутро Србијо. Истовремено, поступак против Марића најавио је и РЕМ, али Савет тог тела ни месец дана након спорне емисије није разматрао овај случај, судећи према записницима са седница Савета објављеним на сајту регулатора.
Happy је од 23. децембра 2019. године емитовао домаћу серију Врата до врата, која веома ниску гледаност, те је скинута са програма. Два дана касније, 25. децембра, почиње емитовање емисије Вече у механи, која представља огранак емисије Чађава механа.
Савет Агенције за електронске медије (САЕМ) Црне Горе је у фебруару 2020. године изрекао забране за реемитовање садржаја канала Happy и Пинк М у трајању од три месеца, због „промовисања мржње и дискриминације према припадницима црногорске националности”. Прецизирали су да је реч о програмским садржајима Добро јутро Србијо, Ћирилица и После ручка са канала .
Дана 26. децембра, Happy је најавио потпуни редизајн свог интернет портала. Портал је у потпуности редизајниран, као и сам садржај који се на њему налази.
Регулаторно тело за електронске медије је 10. јуна 2020. године изрекло забрану приказивања емисије Голи живот, због емисије приказане 23. априла исте године, у којој је гост Михајло Улемек „изнео информације којима се подстиче, на отворен начин, дискриминација против лица и групе због њихове расне припадности”.

## Канали
Од 2015. године, Happy емитује два кабловска канала, Happy Reality 1 и Happy Reality 2, на којима се приказују ријалити-шоу програми канала.
Happy је 1. јануара 2022. покренуо четири кабловска канала с тематским програмом. Канали су покренути искључиво уз понуде оператера Ирис ТВ и Супернова.

### Списак канала
| Канал | Опис и програм |
| ----- | --- |
|       | Водећи канал; емитује игране филмове, оригиналне серије и филмове направљене за телевизију, спортске емисије и документарне серије, комедије и повремене специјалне концерте и документарне филмове.                                                                 |
|       | Кабловски канал који 24 часа дневно преноси уживо дешавања ријалити-шоу програма телевизије. Не садржи рекламе, док се такође емитује и у земљама српске дијаспоре                                                                                                   |
|       | Кабловски канал који 24 часа дневно преноси уживо дешавања ријалити-шоу програма телевизије. Не садржи рекламе, док се такође емитује и у земљама српске дијаспоре                                                                                                   |
|       | Кабловски канал своју примарну публику налази међу особама које су љубитељи озбиљнијих политичких тема, али и документарног програма. |
|       | Кабловски канал служи да пружи подршку свакодневици, примарно особама које желе програм уз који би припремале здрав оброк, саслушале савет о здрављу, васпитању деце, али и одмориле се уз занимљиве теме о доброј књизи, филму или догађају у Србији и широм света. |
|       | Кабловски канал својим емисијама шири позитивне емоције о Србији, о прелепим пределима земље, о нетакнутој природи, али и традицији, храни, а посебно о аутентичним људима које живе широм наше земље.                                                               |
|       | Кабловски канал пружа оно што су гледаоци телевизије навикли да гледају, превасходно да уживају у квалитетној музици, изведеној уживо, уз најбоље оркестре, музичаре и певаче.                                                                                       |

## Програм
Кошава је покренута као канал који претежно приказује музичке спотове, домаћих и страних извођача. Како се канал развијао, све су учесталији постали и други програми, као што су емисије, филмови и серије. Почетком 2000их, канал постаје веома успешан са приказивањем латиноамеричких теленовела, које су учиниле канал једним од најгледанијих у Србији. Истовремено након промене имена у Happy, у Србији постају веома успешне турске драмске серије, које су приказане и на каналу Happy.
Happy је стекао велики успех приказивањем ријалити-шоу програма. Ријалити-шоу Парови представља један од најгледанијих ријалити-шоу програма у Србији, те је тако канал развио и друге оригиналне ријалити-шоу програме у сопственој продукцији.

### Информативни програм
Информативни садржај чини велики удео у програму канала Happy. Емисије са информативним програмом су Телемастер и Вести које се емитују сваког дана. На почетку је обавештајни програм деловао кроз Дневник, да би јуна 2006. године из ове редакције изашао Телемастер током постојања канала Кошава. Емисија се на почетку приказивања емитовала у 19 часова, док се временом често мењао термин и број емисија у току дана. Трајање Телемастера је тридесет минута и за то време се обрађује велики број вести које су сажете, са уживо укључењима широм Србије и света. Емисија Вести се емитује више пута током дана, са трајањем до пет минута.
Јутарњи програм Happy је најдужи јутарњи програм у Србији, са приказивањем које је траје од 4.30 до 11 часова. Од 4.30 до 6.45 часова приказује се емисија Рано јутро, након чега следи Добро јутро Србијо. Гости емисија често су српски и страни политичари, као и медијске личности које разговарају о разним темама током трајања емисија.
Заједно са вестима из обавештајне редакције је почео политички и историјски ток-шоу Ћирилица и Голи живот које приказују српске као и стране политичаре.

### Забавни програм
Још од свог почетка емитовања, Happy произвео је разне емисије забавног карактера. Већину њих чиниле су ток-шоу и емисије музичког карактера. Неке од музичких емисија које су се приказивале су Једна жеља једна песма, Чађава механа, Летњиковац, Снага октана и Срце на длану које су оријентисане искључиво народној музици.
Сарадња са продукцијском кућом Emotion Production допринела је развоју канала Happy, која је заједно са телевизијом произвела емисије. Прва међу њима је била Мењам жену, док је касније уследио квиз Коло среће у ком су сви приходи пружани хуманитарним сврхама.
Happy је такође емитовао и дневне квизове од којих су најзначајнији Насловна страна, Коцка је бачена и Соба среће.
- 48 сати свадба
- 100 питања
- Авалски торањ
- Актуелности
- Биљана за вас
- Боља земља
- Брвнара
- Вече у механи
- Викенд шоу
- ВИП 24
- Гламур
- Глобус
- Голи живот
- Граница
- Два милионера
- Друштво из краја
- Ела ела шоу
- Женски савети
- Живот је леп
- Задржи дах
- Знање на поклон
- И то је живот
- Иза браве
- Иза леђа
- Изнајми звезду
- Искрено са...
- Истина или правда
- Једна жеља једна песма
- Је л' истина
- Коло среће
- Клуб Кошава
- Комшиница
- Коцка је бачена
- Корени
- Косе и воду носе
- Кошавин музички видео микс
- Кошавин ТВ кувар
- Краљев шоу
- Лака лова
- Летњи камп
- Летњиковац
- Луда кућа
- Љубавна докторка
- Љубавни сигнали
- Малдиви
- Мењам жену
- Милионер
- Моја Србија
- Моји кувају боље
- Музички специјал
- На вечери код Ланета Гутовића
- На правом месту
- Насловна страна
- Наткувавање
- Није лако бити ја
- Но лимит
- Новајлије
- Ноле шоу
- Ожиљци рата
- Опаснице
- Опозит
- Пази папарацо
- Парови
- Поглед у небо
- Позајми ми ауто
- После ручка
- Поштар
- Прав угао
- Прело у нашем сокаку
- Проводаџија
- Пут ка ватреном рингу
- Рано јутро
- Револуција
- Ризница
- Рука помирења
- Саботажа
- Сасвим лично
- Скадарлијом
- Скандалозно са Ољом Црногорац
- Србија на длану
- Срећна звезда
- Срећна звезда: Први српски таленат
- Српске домаћице
- Соба среће
- Снага октана
- Снајке
- Спорт
- Срце на длану
- Старс
- Стенд-ап комичар
- Стоперка
- Теорија завере
- Ћирилица
- Фантастик еротик
- Фантастик магазин
- Циркус Воајер
- Чађава механа

### Серијски програм
Серијски програм је представљен 1990их, почетком рада канала Кошава. Велику популарност добијају латиноамеричке теленовеле, као и касније турске драме. Приказане серије на каналу су:
- Амор латино
- Анастасија
- Беверли Хилс, 90210
- Беверли Хилс, 90210: Следећа генерација
- Бибер и чоколада
- Бодрумска прича
- Брачни троугао
- Бунтовници
- Гулпери
- Добра жена
- Долина вукова
- Долина вукова: Заседа
- Женскарош
- Живот тече даље
- Заборави ако можеш
- Забрањена љубав
- Завет љубави
- Звездане стазе: Дубоки свемир 9
- Изгубљене године
- Ифет
- Јаго, љубимац жена
- Једина љубав
- Јесење сузе
- Казна
- Картел
- Каскадер
- Лалола
- Луде године
- Љубав цигана
- Мадхубала
- Мерјем
- Мушки свет
- Неочекивани живот
- Несавршени злочини
- Опрости ми
- Пенсакола: Златна крила
- Повратак у живот
- Председник
- Претендер
- Профајлер
- Пустињски љубавници
- Рањено срце
- Розвел
- Саманта
- Сенке греха
- Сестре
- Склониште
- Снови и огледала
- Спонзоруше
- Сузе Босфора
- Сузе моје сестре
- Сумња
- Тајанствена жена
- Ти си моја судбина
- Фиорела
- Флипер
- Црвени орао
- Чудо љубави
- Шарп

 је приказао домаће серије, од којих су неке из сопствене продукције. Приказане домаће серије су:
- Битанге и принцезе
- Врата до врата
- Заустави време
- Јавља ми се из дубине душе
- Јелена
- Лепи и мртви
- Луд, збуњен, нормалан
- Судбине
- Тајна нечисте крви
- Тотално нови талас
- Црни Груја